# 쿠르트 벨츨
쿠르트 벨츨(독일어: Kurt Welzl, 1954년 11월 6일, 빈 ~)은 오스트리아의 전직 프로 축구 선수로, 현역 시절 스트라이커로 활약했다. 그는 오스트리아 국가대표팀 경기에 22번 출전해 10골을 기록했다.